# Ривольта, Джузеппе
Джузеппе Ривольта (итал. Giuseppe Rivolta, род. 1950, Совико, Ломбардия — итальянский организатор велогонок.

## Биография
Родился в 1950 году в Совико, недалеко от Монцы.
Увлекаться велоспортом стал с 1975 года. В 2001 году был одним из организаторов Settimana Tricolore  проходившем в Брианце.
В 2002 году был приглашён Джанкарло Черути, тогдашним президентом Федерации велоспорта Италии, оценить с экономической точки зрения организацию женской многодневной велогонки Джиро д’Италия Донне.
После этого на протяжении почти 20 лет занимался организацией Джиро д’Италия Донне.
В сентябре 2015 году подписал трёхлетнее соглашение с компанией Colnago под руководством Эрнесто Кольнаго в качестве официального спонсора генеральной (розовая майка) и молодёжной (белая майка) классификаций Джиро д’Италия Донне.